# Коцев, Стефан
Стефан Коцев (макед. Стефан Коцев; 23 февраля 1994, Штип, Македония) — северомакедонский футболист, защитник клуба «Шкендия».

## Карьера
В сентября 2020 года перешёл в косовский клуб «A&Н» Призрен.
В июле 2021 года стал игроком северомакедонского клуба «Брегалница» Штип.
В январе 2022 года подписал контракт с клубом «Каспий».

## Клубная статистика
| Игровая карьера | Игровая карьера   | Игровая карьера | Лига | Лига | Кубок | Кубок | Межд. | Межд. | Др. | Др. |
| --------------- | ----------------- | --------------- | ---- | ---- | ----- | ----- | ----- | ----- | --- | --- |
| 2013/14         | Брегалница (Штип) | А               | 4    | 0    | 1     | 0     | —     | —     | —   | —   |
| 2014/15         | Брегалница (Штип) | А               | 7    | 0    | —     | —     | —     | —     | —   | —   |
| 2015/16         | Брегалница (Штип) | А               | 28   | 1    | 4     | 0     | —     | —     | —   | —   |
| 2016/17         | Брегалница (Штип) | А               | 29   | 0    | 4     | 0     | —     | —     | —   | —   |
| 2018/19         | Силекс            | А               | 29   | 0    | 1     | 0     | —     | —     | —   | —   |
| 2019/20         | Силекс            | А               | 8    | 0    | —     | —     | —     | —     | —   | —   |
| 2021/22         | Брегалница (Штип) | А               | 25   | 1    | 1     | 0     | —     | —     | —   | —   |
| 2022/23         | Брегалница (Штип) | А               | 15   | 0    | 1     | 0     | —     | —     | —   | —   |
| 2023            | Каспий            | А               | 21   | 1    | 1     | 0     | —     | —     | —   | —   |